# پیکوله (استان اشوی‌داشکسیه)
پیکوله (به لهستانی: Pikule) یک منطقهٔ مسکونی در لهستان است که در گمینا فاوکوو واقع شده‌است.